# Beameromyia chrysops
Beameromyia chrysops là một loài ruồi trong họ Asilidae. Beameromyia chrysops được Martin miêu tả năm 1957. Loài này phân bố ở vùng Tân Bắc giới.